# Шоршелы
Шо́ршелы (чув. Шуршӑл — «светлые ключи») — село в Мариинско-Посадском муниципальном округе Чувашской Республики, расположенное на высоком берегу реки Цивиль – притоке Волги. В 2004–2022 годах являлось административным центром Шоршелского сельского поселения.

## История
Когда-то река Цивиль текла рядом с Шоршелами, но постепенно, извиваясь, ушла к деревням Ердово и Атлашево и потом вернулась обратно. На старом русле Цивиля образовалось озеро с болотистыми берегами. Охотники и рыбаки назвали это место Шоршу («шор» — болото, «шу» — вода). Когда несколько семей во главе с Байбахом поселились на пригорке у озера, поселение тоже назвали Шоршу. Постепенно поселение превратилось в деревню Байбахтино (Байбах ялě), но не исчезло и название «Шоршу». Это было в начале XVI века. Людей, живущих в деревне Шоршу, называли «шоршулы». Со временем название жителей деревни превратилось в название самой деревни — Шоршулы, которое на чувашский лад зазвучит как «Шоршăл», а литературно — «Шуршăл». Шоршулы стали Шоршелами в 30-е годы XX века.
Около двух веков деревня просуществовала под двойным названием Байбахтино и Шоршулы.
Различные трактовки перевода «Чистые ключи», «Светлые ключи» появились с лёгкой руки местной учительницы Даниловой Е. Д., которой поручили встречать огромный поток туристов в первые дни после первого полёта в космос А. Г. Николаева. Всех интересовал вопрос, что означает слово «Шоршелы». Ефросиния Даниловна не успевала вдаваться в подробности и давала красивый перевод. Перевод за один день пустил глубокие корни, переходя в названия заведений и изделий.
В марте 1992 года в селе Шоршелы побывал Председатель Верховного Совета Российской Федерации Хасбулатов Р. И.
В июле 2004 года на прощании с космонавтом Николаевым в ходе частного визита присутствовал  первый Президент России Борис Ельцин 

## Символика
Герб и флаг были утверждены в 2007 году государственным герольдмейстером Г. В. Вилинбаховым.

## Описание герба
«В лазоревом поле пониженный тонкий волнистый золотой пояс, продетый в ушко серебряной фигуры, образованной из двух ключей с единым ушком, причем ключи расходятся от общего ушка вверх наискось, и сопровожденный вверху серебряным соколом, держащим в лапах золотой прямой равносторонний вырубной крест.»
В настоящее время наличие ключей на гербе и флаге многими считается нелогичным и ошибочным. Даже если принять неверное, но привычное объяснение, что название села произошло от словосочетания «Шурă çăл», что означает «Белый ключ», в смысле чистый или светлый ключ, то под ключом подразумевается источник воды, но никак не ключ от замка — слово, являющееся простым омонимом.

## Достопримечательности
- В Шоршелах есть Мемориальный комплекс летчика-космонавта СССР А. Г. Николаева (филиал Чувашского национального музея), открытый 2 ноября 2001 года. В феврале 2019 года комплекс посетил Министр культуры Российской Федерации Владимир Мединский вместе с главой Чувашии[4].

- Рядом с музеем стоит православная часовня-усыпальница на месте захоронения лётчика-космонавта Андрияна Николаева, освящённая 25 июня 2005 года. Её высота — 16,5 метра[5].

- Установлен бронзовый бюст Дважды Героя Советского Союза А. Г. Николаева

## Социально-значимые объекты
- Шоршелский Дом народного творчества;
- средняя общеобразовательная школа;
- дошкольное образовательное учреждение;
- врачебная амбулатория;
- модельная библиотека;
- отделение связи.

## Население
| 2010 | 2012 |
| ---- | ---- |
| 865  | ↗995 |

## Знаменитые уроженцы
- Белов, Николай Семёнович (1908—1972) — Герой Социалистического Труда.
- Андриян Григорьевич Николаев — советский космонавт № 3. Дважды Герой Советского Союза. Генерал-майор авиации.
- Марков, Аким Маркович — (13 сентября 1893 года — 1 мая 1962 года) — советский военный деятель, генерал-майор (1940 год)

## Фотогалерея

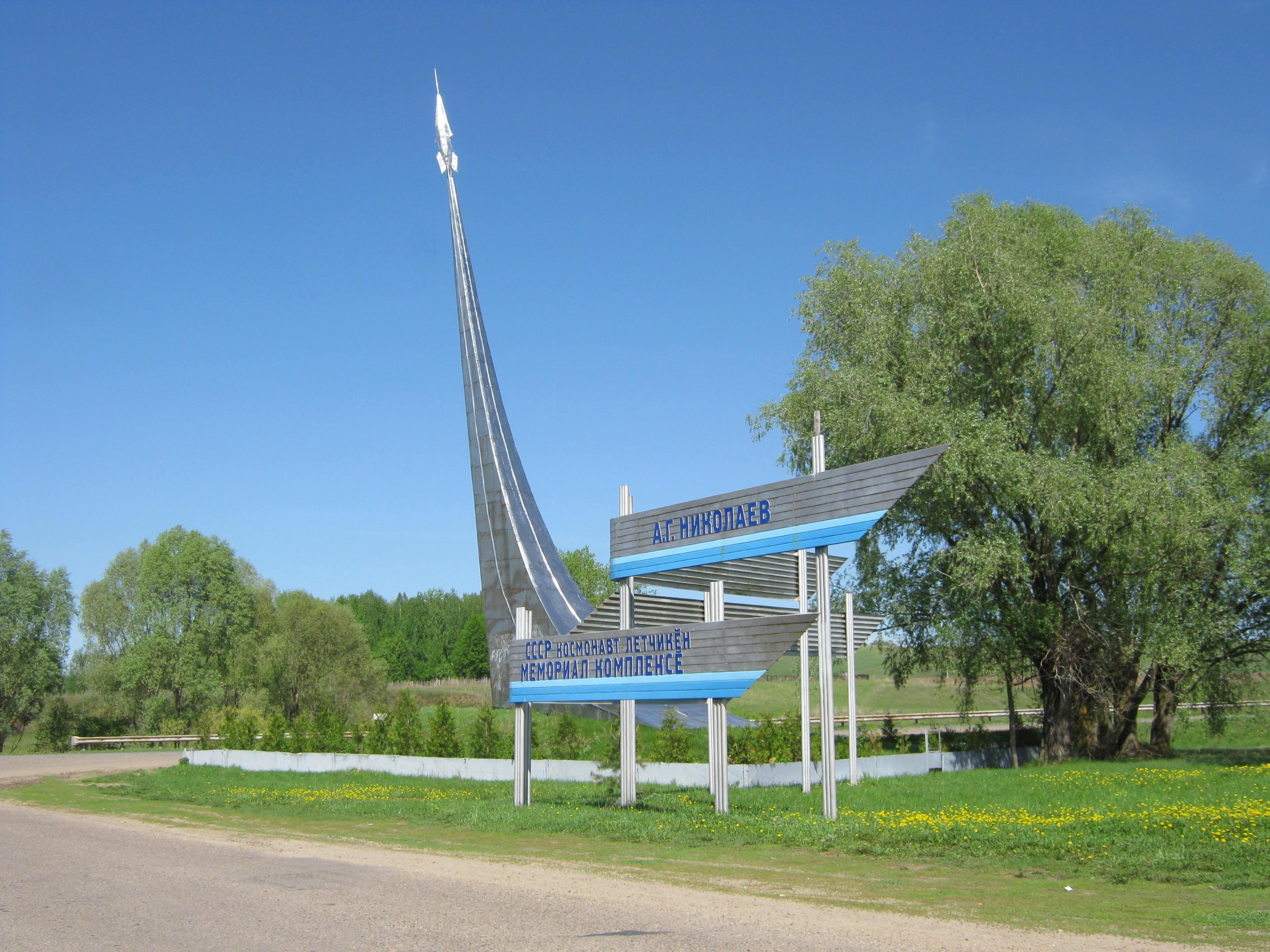
Постамент при въезде в Шоршелы
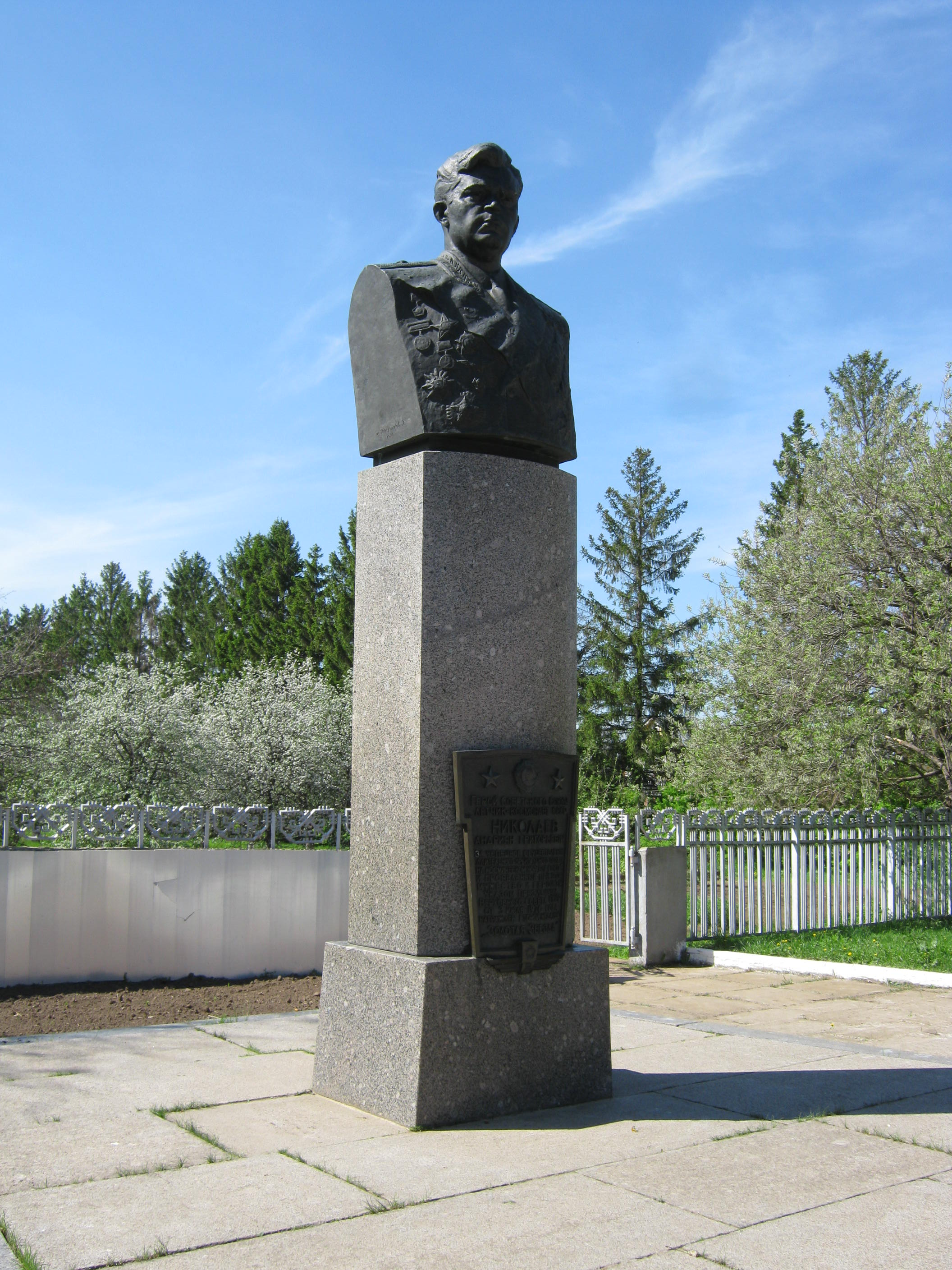
Бронзовый бюст космонавта А. Г. Николаева
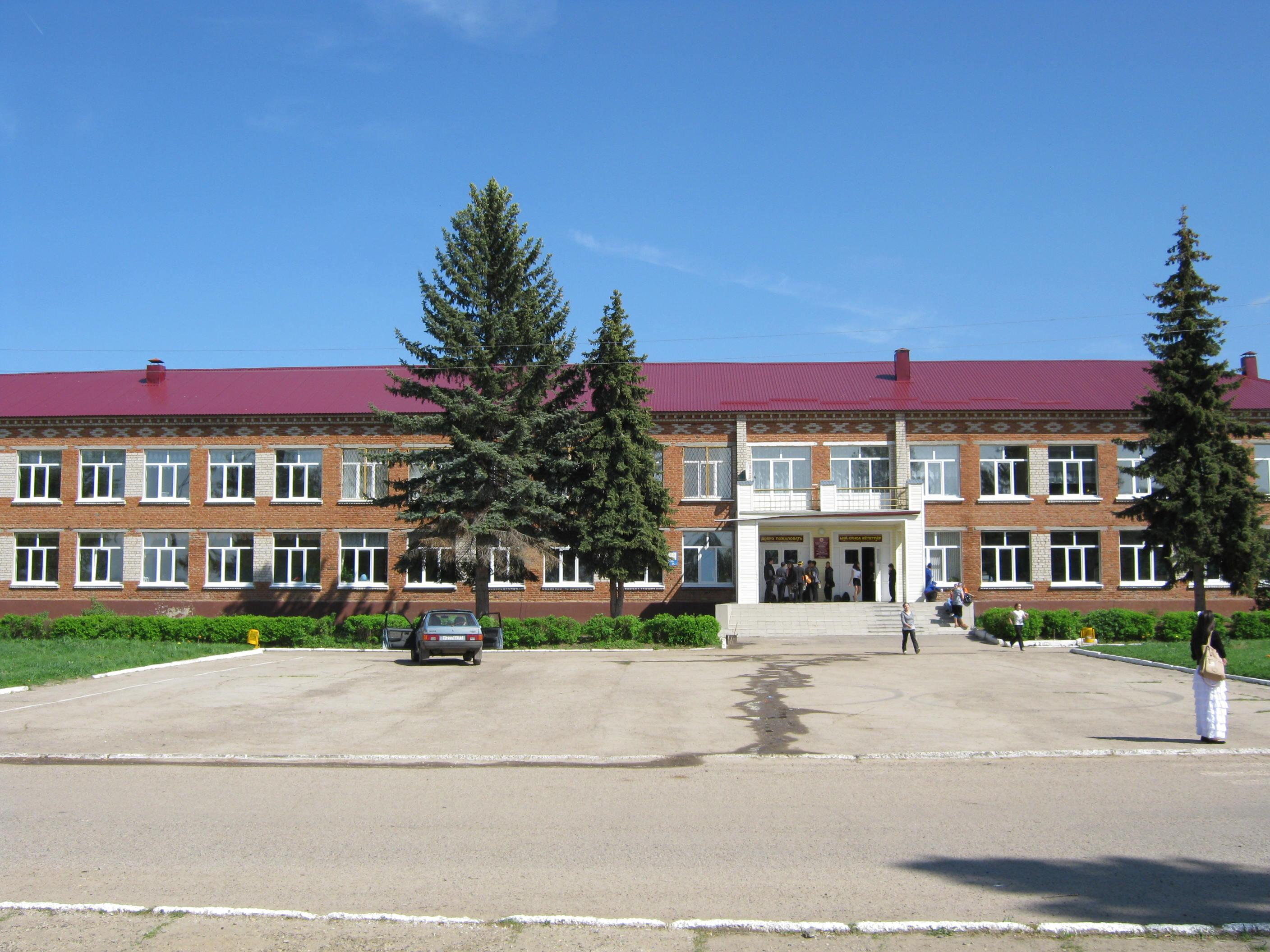
Сельская школа
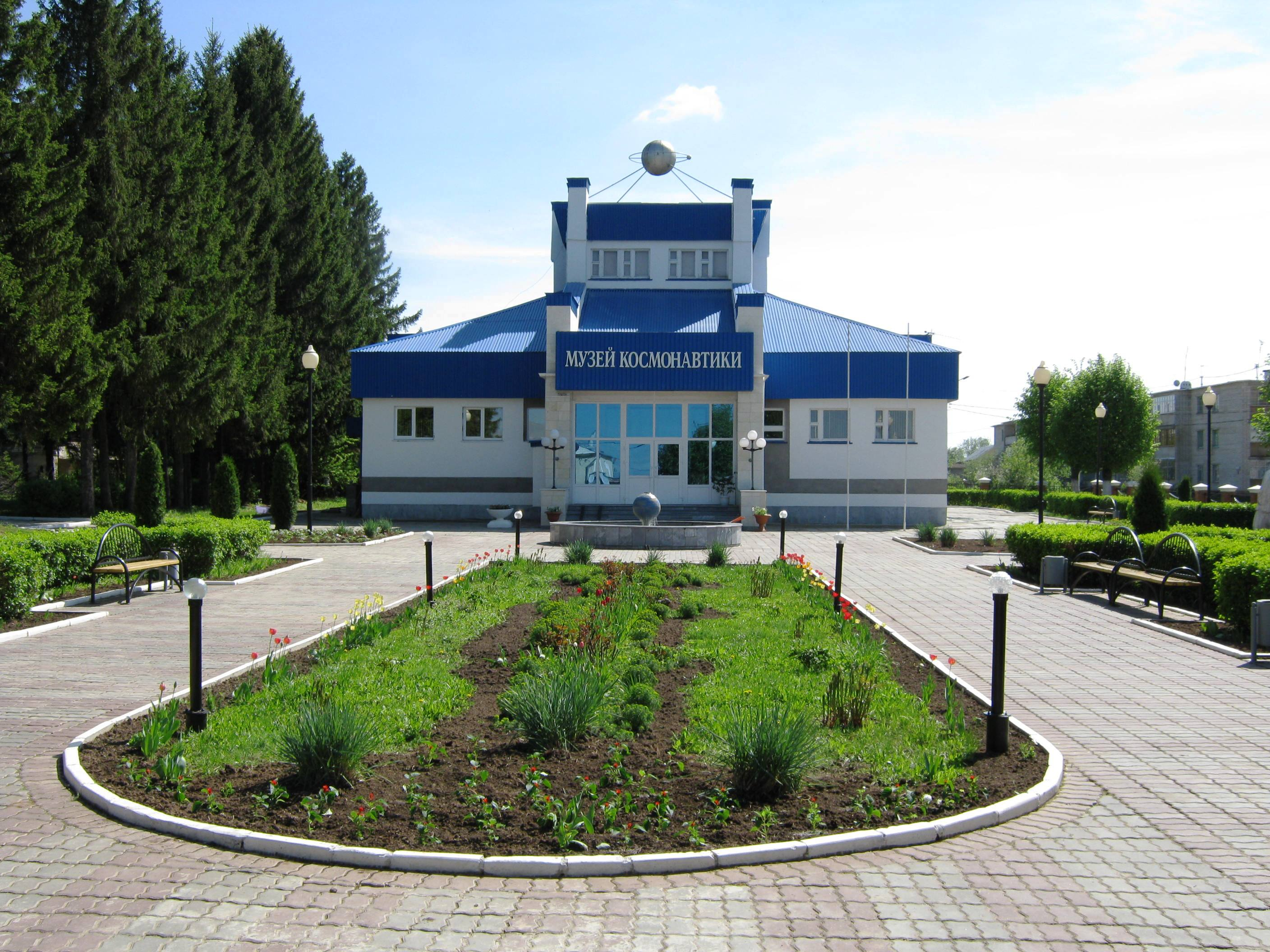
Музей космонавтики
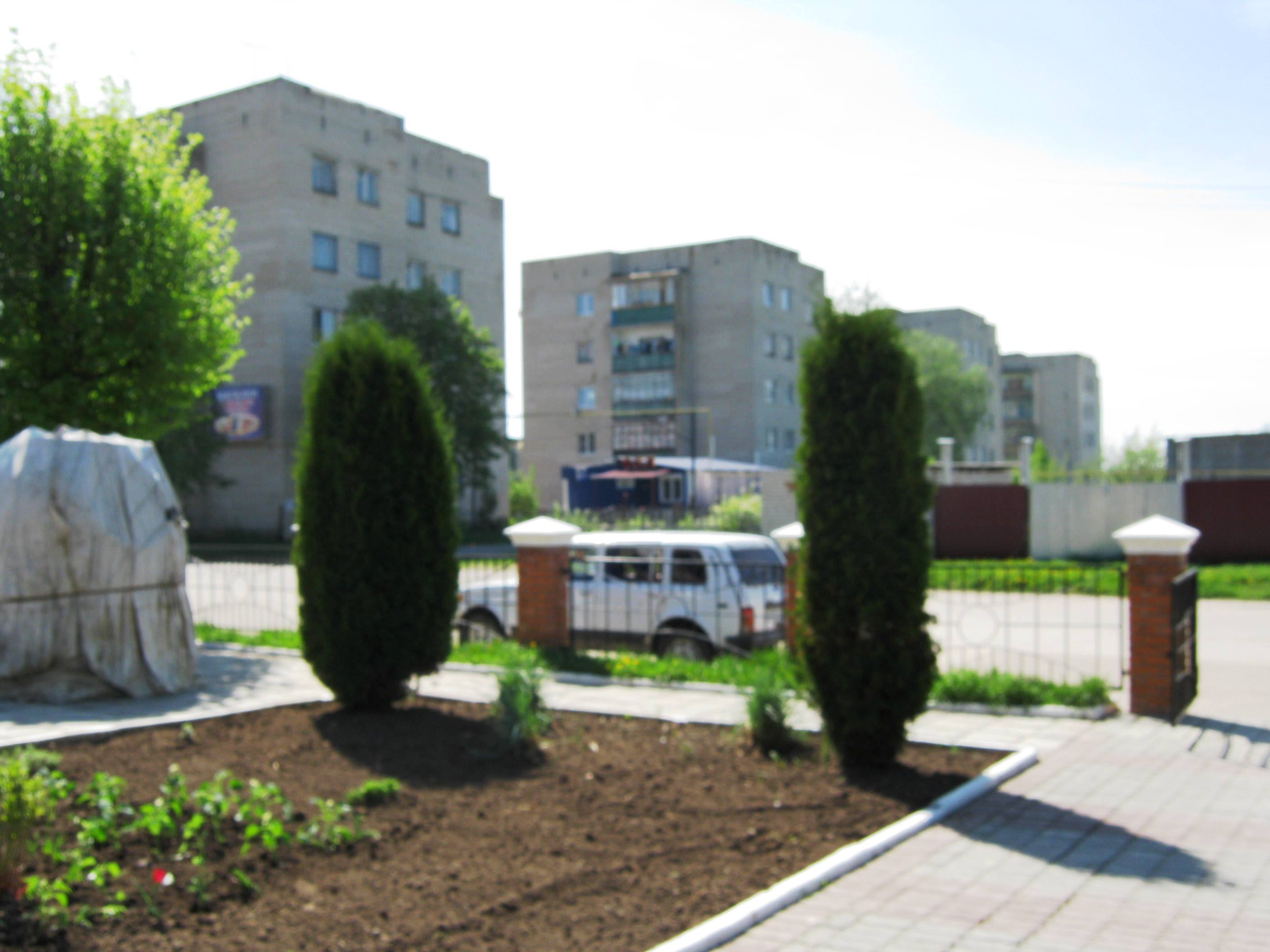
Пятиэтажные дома по улице 30 лет Победы

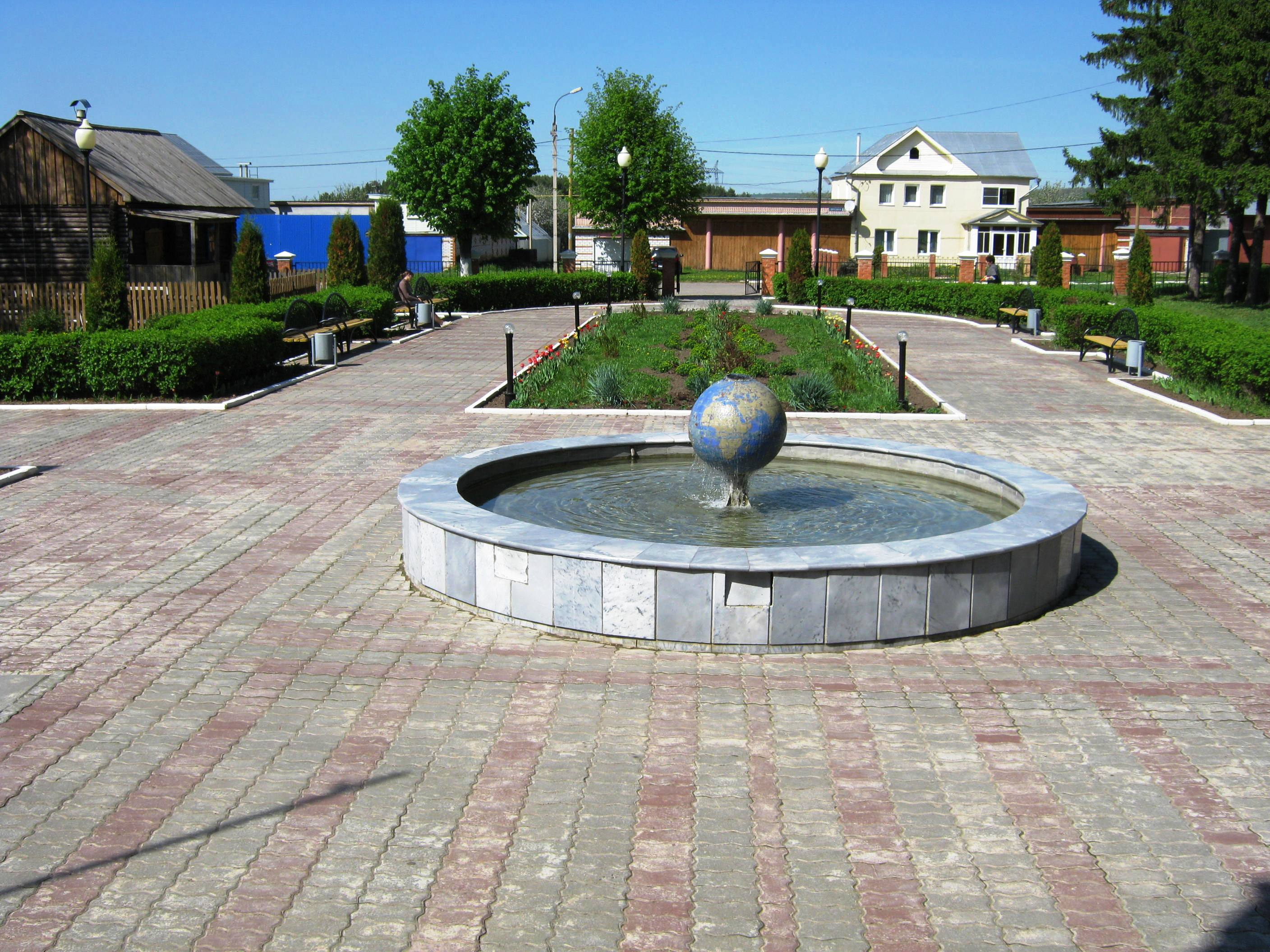
Сквер у музея космонавтики
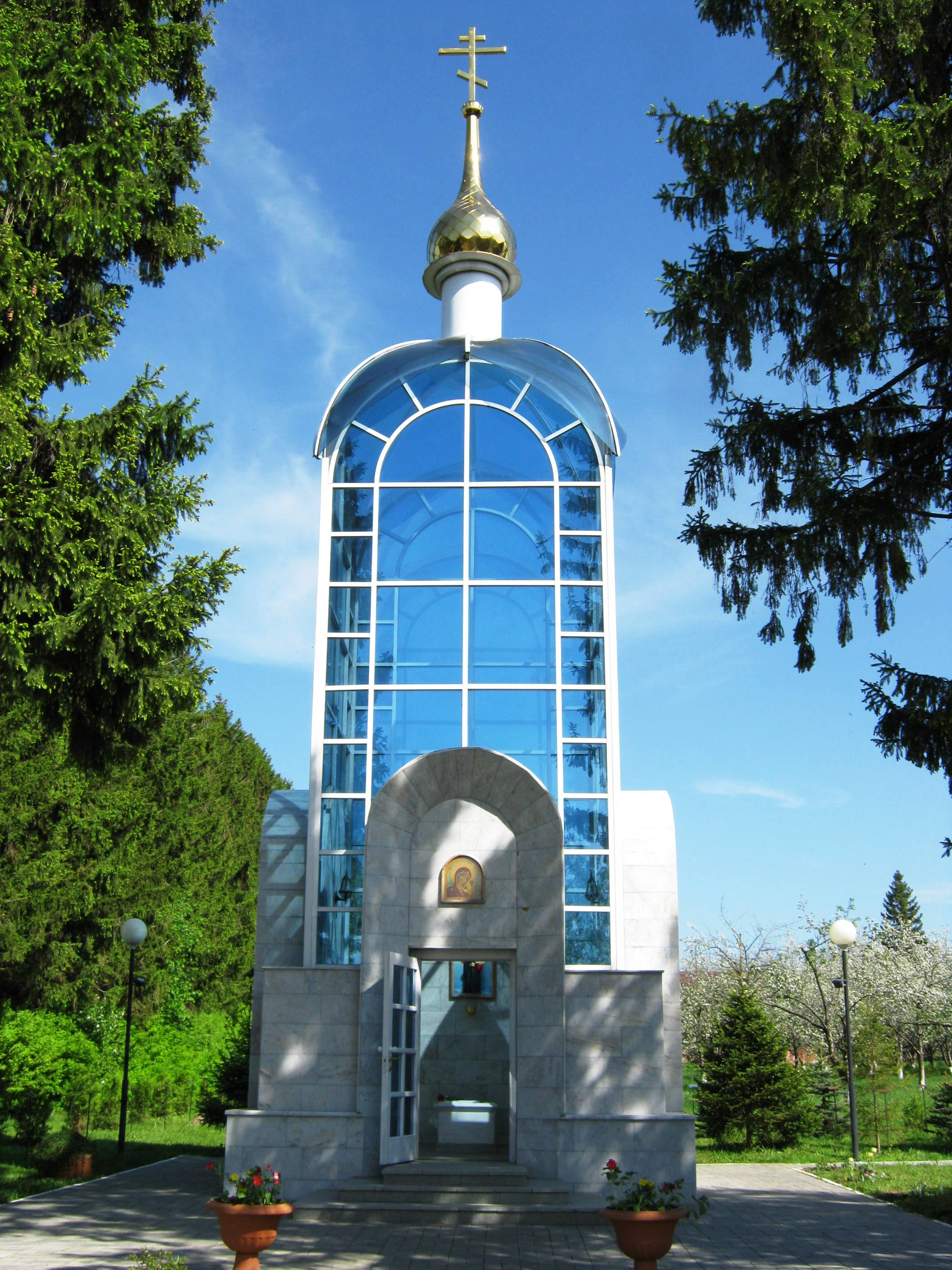
Часовня на месте захоронения А. Г. Николаева
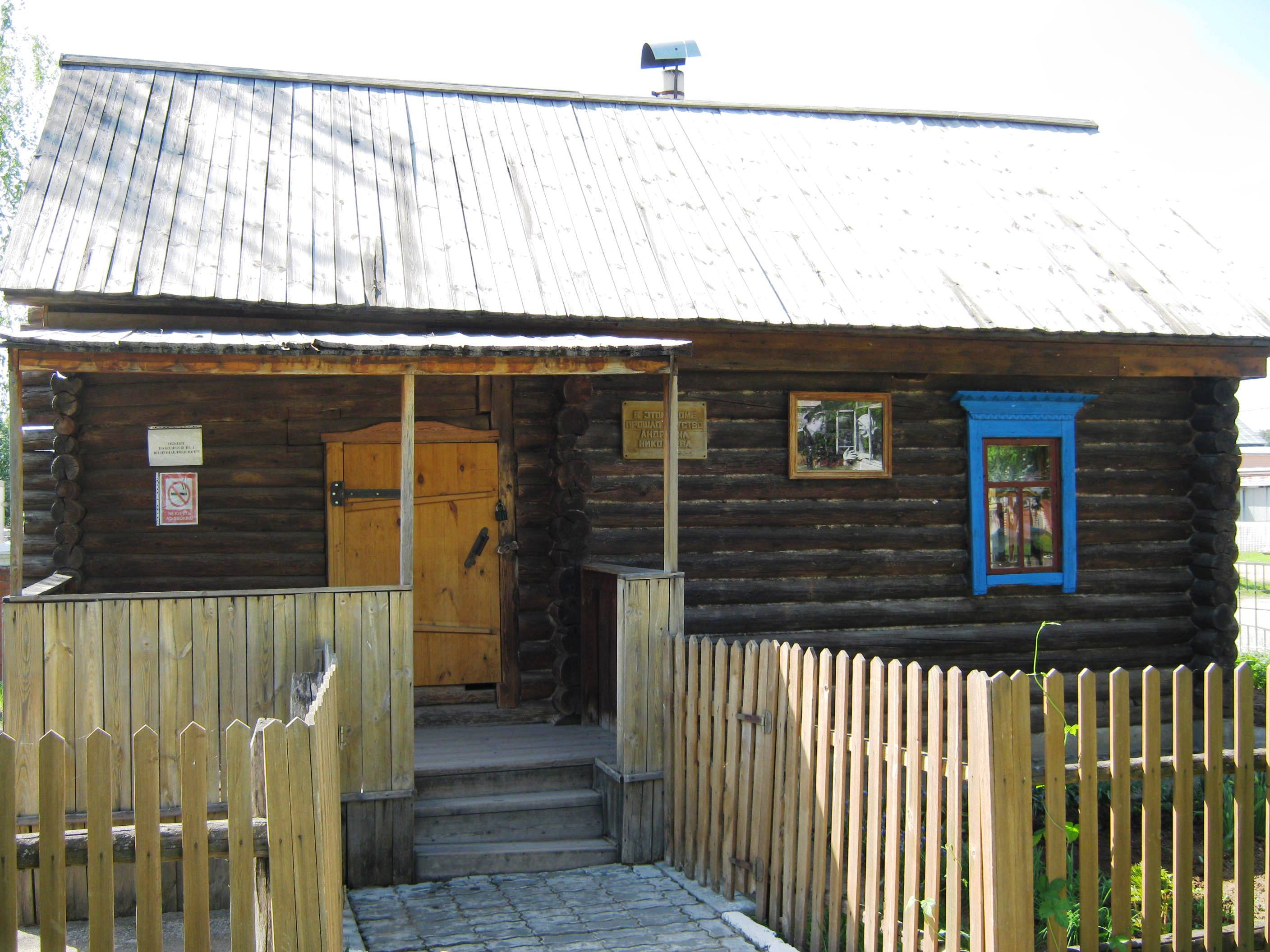
Дом, где прошло детство А. Г. Николаева
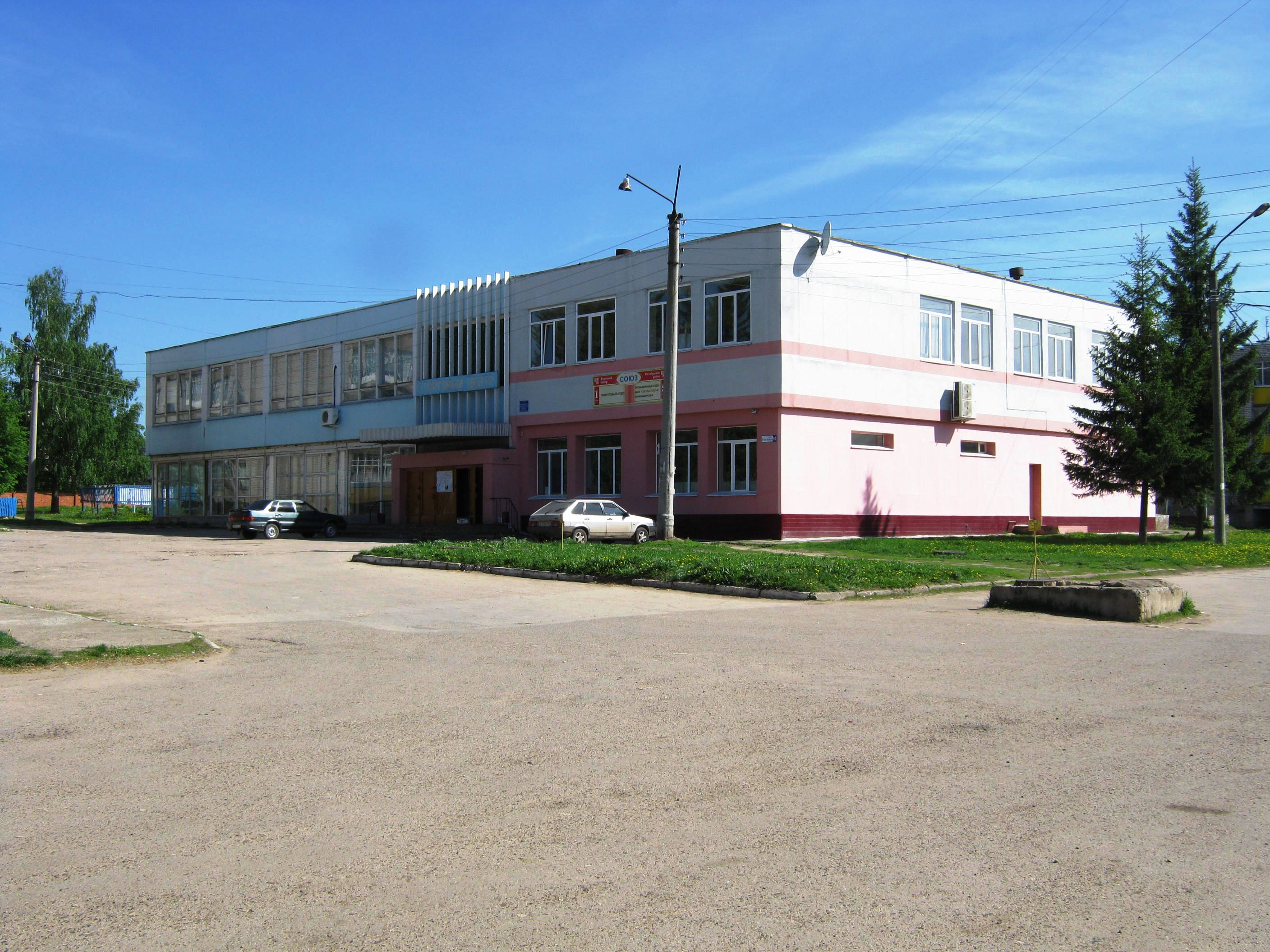
Торговый центр «Шоршелы»
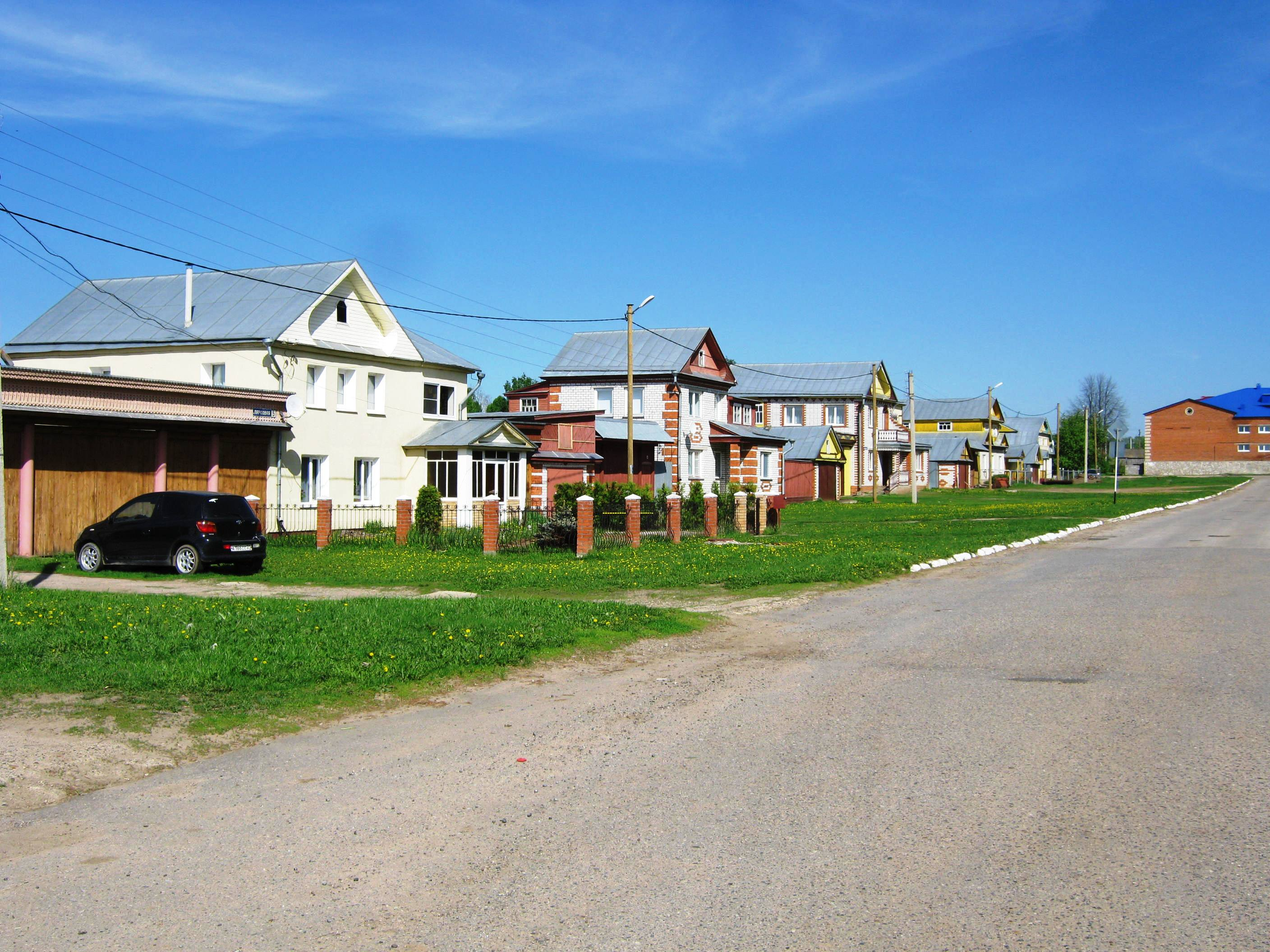
Парковая улица